# 長岡京市立長岡第四小学校
長岡京市立長岡第四小学校（ながおかきょうしりつ ながおかだいよんしょうがっこう）は、京都府長岡京市友岡一丁目にある市立小学校。略称「四小」、「長四小」。

## 概要
長岡京市南部に位置する小学校である。町内4番目の小学校として、1968年に神足小学校より分離・独立し、開校した。旧競馬場跡の府有地16,308㎡の払い下げと、私有地3,707㎡の買収によって土地が確保された。開校当時は一部の校舎とグラウンドのみがある状態で、プールや体育館、給食室などは後ほど建設された。そのため1年目は神足小学校から給食が運ばれてきたり、プール学習は神足小学校で行われたりした。その後の児童増加により、1975年に長岡第八小学校を分離している。

## 沿革
- 1968年（昭和43年）
  - 4月 - 長岡町立長岡第四小学校開校
  - 7月 - 校旗制定
  - 9月 - 校歌制定
- 1969年（昭和44年）7月 - プール完成
- 1970年（昭和45年）1月 - 体育館完成
- 1971年（昭和46年）4月 - プレハブ教室竣工
- 1972年（昭和47年）
  - 3月 - 学校正面前に石のオブジェ完成
  - 4月 - 障害児学級を設置
  - 10月 - 市制施行により長岡京市立長岡第四小学校と校名変更
  - 11月 - 校舎を増築（プレハブ教室の解消）。赤電話を設置
- 1974年（昭和49年）4月11日 - 教職員によるストライキのため休校
- 1975年（昭和50年）4月 - 本校より長岡第八小学校、分離独立
- 1977年（昭和52年）6月 - 長岡京市立学校開放事業開始
- 1978年（昭和53年）4月 - 長岡第八小学校との校区変更
- 1980年（昭和55年）4月 - 米飯給食開始
- 1995年（平成7年）8月 - 校舎大規模改造工事完成
- 1999年（平成11年）
  - 9月 - 学校給食の一部民間委託を開始。トイレ（1か所）のリニューアル工事完了
  - 10月 - コンピューター教室設置
- 2006年（平成18年）10月 - コンピューター機器を更新
- 2008年（平成20年）9月 - 普通教室にエアコンを設置

## 目指す児童像
- よく考え、心豊かで、元気な子

## 校区
- 友岡（1～4丁目）
- 友岡（川原の一部を除く）
- 竹の台
- 調子（1丁目、2丁目）
- 緑が丘
- 花山（1～3丁目）

卒業後は基本的に下記の2校に分かれて進学する。
- 長岡京市立長岡第三中学校（阪急京都本線以東の地域）
- 長岡京市立長岡第四中学校（阪急京都本線以西の地域）

## 周辺施設
- 京都府立乙訓高等学校

## 交通
- JR東海道本線 長岡京駅下車
- 阪急京都本線 長岡天神駅下車
- 阪急京都本線 西山天王山駅下車

## 主な出身者
- 海堀あゆみ - 女子プロサッカー選手 元日本代表

## 校区が隣接している学校
- 長岡京市立長岡第五小学校
- 長岡京市立長岡第六小学校
- 長岡京市立神足小学校
- 長岡京市立長岡第八小学校
- 大山崎町立大山崎小学校
- 大山崎町立第二大山崎小学校